# Brisbane Entertainment Centre
Brisbane Entertainment Centre (BEC) è una struttura coperta polivalente di Brisbane, capitale dello stato australiano del Queensland.
Costruita nel 1986, è adibita principalmente a uso sportivo ma è idonea anche a ospitare altre forme di intrattenimento come per esempio concerti musicali.
La capacità varia dai 500 ai 14.500 posti a sedere. Attualmente lo stadio è gestito dal gruppo AMS e fa parte delle strutture nazionali Stadiums Queensland da 1º luglio 2002.

## Principali eventi
L'arena venne costruita principalmente per ospitare eventi di genere sportivo e proposta nella lista degli stadi per le Olimpiadi del 1992.
Principali eventi e concerti tenuti: World Wrestling Australian Tour 1986, Michael Jackson - Bad World Tour - 27 e 28 novembre 1987, Cher, Bruce Springsteen, Linkin Park, Roger Waters, Mariah Carey, Metallica, Incubus, Guns N' Roses, David Bowie, Red Hot Chili Peppers, Green Day, AC/DC, Muse, Britney Spears, Katy Perry, Elton John, Lady Gaga, The Eagles, Coldplay, Miley Cyrus, Chris Brown, The Black Eyed Peas, Kylie Minogue, Marilyn Manson, Iron Maiden, Justin Bieber, Rihanna, Beyoncé, Alicia Keys, Taylor Swift.